# Faro di Capo Ferro
Il faro di Capo Ferro (in gallurese Faru di Capu Ferru, in sardo Faru de Cabu Ferru) è situato nella Sardegna nord-orientale in località capo Ferro, a Porto Cervo, in provincia di Sassari.

## Storia e architettura
Il faro è attivo dal 1858, ed è costituito da una torre bianca in muratura, sotto la quale si trova l'edificio con gli alloggi per gli addetti al faro.
Il faro è dotato di un'ottica rotante che emette una luce alta 52 m per 24 miglia nautiche.